# Monanthes pallens
Monanthes pallens är en fetbladsväxtart som först beskrevs av Philip Barker Webb, och fick sitt nu gällande namn av Christ. Monanthes pallens ingår i släktet Monanthes och familjen fetbladsväxter. Inga underarter finns listade i Catalogue of Life.

## Bildgalleri

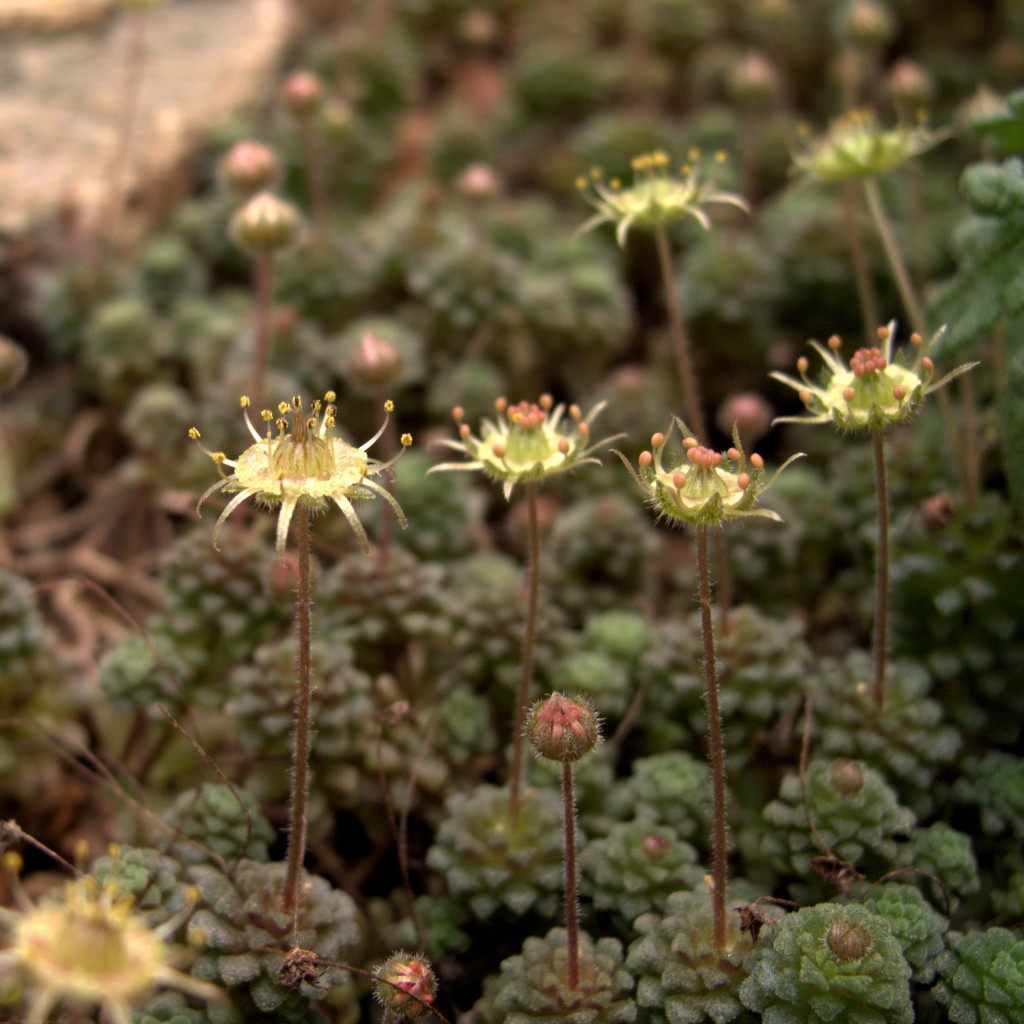
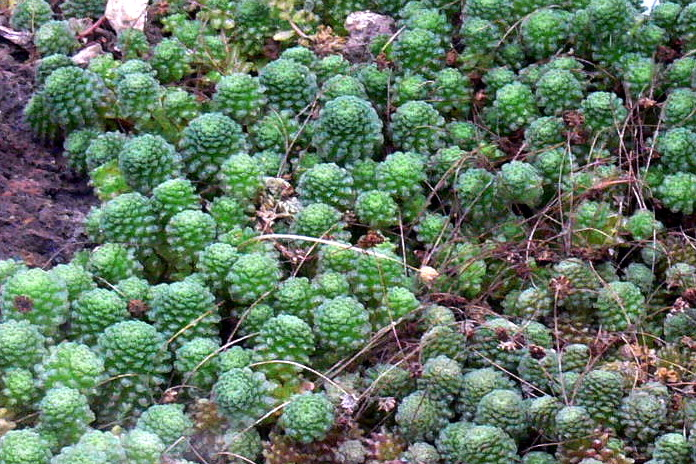